# Gmina Więcbork
Die Gmina Więcbork ist eine Stadt-und-Land-Gemeinde im Powiat Sępoleński der Woiwodschaft Kujawien-Pommern in Polen. Ihr Sitz ist die gleichnamige Stadt (deutsch Vandsburg) mit etwa 6000 Einwohnern.

## Geographie
Die Gemeinde liegt im ehemaligen Westpreußen, etwa 20 Kilometer östlich von Złotów (Flatow), 30 Kilometer südlich von Tuchola (Tuchel) und 30 Kilometer nordwestlich von Bydgoszcz (Bromberg). Sie grenzt im Westen und Südwesten an die Woiwodschaft Großpolen.

## Gliederung
Zur Stadt-und-Land-Gemeinde (gmina miejsko-wiejska) Więcbork gehören die Stadt selbst und 21 Dörfer (deutsche Namen amtlich bis 1919) mit einem Schulzenamt:
- Borzyszkowo
- Czarmuń
- Dalkowo
- Frydrychowo (Friedrichsdorf)
- Górowatki
- Jastrzębiec (Falkenhof)
- Jeleń (Lilienhecke)
- Lubcza (Lubcza)
- Nowy Dwór (Neuhof)
- Pęperzyn (Pempersin)
- Puszcza
- Runowo Krajeńskie
- Suchorączek (Suchoronczek)
- Sypniewo (Sypniewo)
- Śmiłowo (Schmilowo)
- Witunia (Wittun)
- Wymysłowo (Charlottenhof)
- Zabartowo
- Zakrzewek (Seemark)
- Zakrzewska Osada (Seefelde)
- Zgniłka

Weitere Ortschaften der Gemeinde sind:
- Adamowo
- Dąbie
- Dorotowo
- Dwanaście Apostołów
- Karolewo
- Katarzyniec
- Klarynowo
- Młynki
- Runowo-Młyn
- Werski Most
- Wilcze Jary

## Verkehr
Es bestanden Bahnhöfe, in ihrem Hauptort an der Bahnstrecke Oleśnica–Chojnice, in Runowo Krajeńskie an der Świecie nad Wisła–Złotów mit weiteren ehemaligen Halten in Dorotowo, Pęperzyn, Sypniewo und Zakrzewek.